# Kartogramm

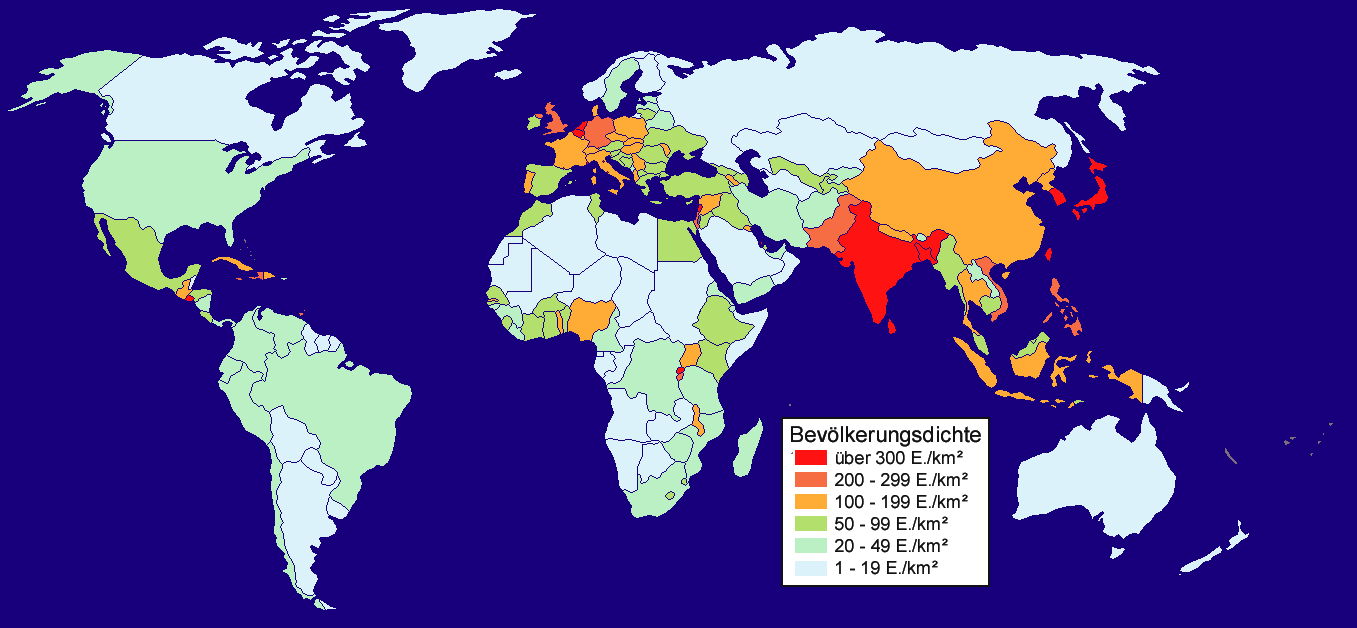
Flächenkartogramm zur Bevölkerungsdichte

Kartogramme sind thematische Karten, in denen quantitative Aussagen auf festgelegten Bezugsflächen dargestellt werden. Die jeweilige Angabe gilt für die gesamte Fläche, ohne interne Variationen zu beachten. Häufig werden statistische Angaben, die auf einer Ebene der Verwaltungsgliederung erhoben wurden, als Kartogramm dargestellt. 

## Darstellungsvarianten des Kartogramms
Flächenkartogramm, ChoroplethenkarteRelative Werte (oder qualitative Gliederungen mit klarer Rangordnung) werden durch Flächenfüllungen entsprechend einer Skala dargestellt, meist anhand von Farben oder Schraffuren.
Flächenzeichen- oder KörperzeichenkartogrammEine skalierbare geometrische Signatur zeigt den Wert für je eine Bezugsfläche. Flächenzeichen sind z. B. Quadrate, Kreise. Körperzeichen sind zweidimensional dargestellte körperhafte Elemente (z. B. Quader, perspektivisch gezeichnet).
Kartodiagramm, DiakartogrammFür jede Bezugseinheit werden Werte und Entwicklungen durch ein Diagramm dargestellt. Der Grundaufbau und die Skala des Diagramms ist dabei für alle Gebietseinheiten gleich.
PunktkartogrammIm Gegensatz zum Flächenzeichenkartogramm steht hier je ein Punkt für eine definierte Menge. Die Anzahl der Punkte in der Bezugsfläche ergibt die Gesamtmenge (absolut). Die Punkte sind dabei nicht lagerichtig, sondern geometrisch angeordnet.
FelderkartogrammHier richtet sich die Bezugsfläche nicht nach politischen oder geographischen Ordnungen, sondern die gesamte Kartenfläche wird in gleiche geometrische Felder untergliedert. Diese werden entsprechend ermittelter Messwerte flächenhaft mit Farbe oder Schraffur gefüllt.
StreifenkartodiagrammEine Mischform von Flächenkartogramm und Kartodiagramm. Die Flächenfarbe gliedert sich in mehrere Streifen, die in ihrer jeweiligen Breite den Anteil bestimmter Qualitäten innerhalb der Bezugsfläche wiedergeben.
BandkartogrammEine Sonderform des Kartogramms. Hier bezieht sich die dargestellte Quantität nicht auf eine Fläche, sondern auf ein vereinfacht dargestelltes Linienobjekt (z. B. Verkehrsweg).

## Absolute und relative Werte
Absolute Werte werden über Diagramme dargestellt.
Relative Werte werden als flächenfüllende Farbe oder Schraffur umgesetzt. Dabei sollten die dargestellten Sachverhalte tatsächlich einen Flächenbezug aufweisen z. B. Einwohner pro Quadratkilometer.

## Abgrenzung zum englischen Begriffcartogram
Das englische Wort cartogram hat eine andere Wortbedeutung. Es steht für eine Kartenanamorphote (eine nicht maßstabstreue Darstellung). Siehe auch: Isodemographische Karte